# Lucinasco
Lucinasco (Lüxinasco in ligure) è un comune italiano di 316 abitanti della provincia di Imperia in Liguria.

## Geografia fisica
Il territorio di Lucinasco è situato nell'alta valle del torrente Impero e il suo borgo è ubicato a circa 500 m s.l.m. lungo un crinale che domina pure il versante orografico del torrente Maro. Sono circa 55 000 gli alberi di ulivo censiti nel territorio lucinaschese, un'area principalmente dedita alla coltivazione agricola, ai quali si aggiungono a quote più elevate zone boschive di lecci e castagni.
Tra le vette del territorio lucinaschese il monte dei Prati (737 m) e il monte Acquarone (735 m).

## Storia

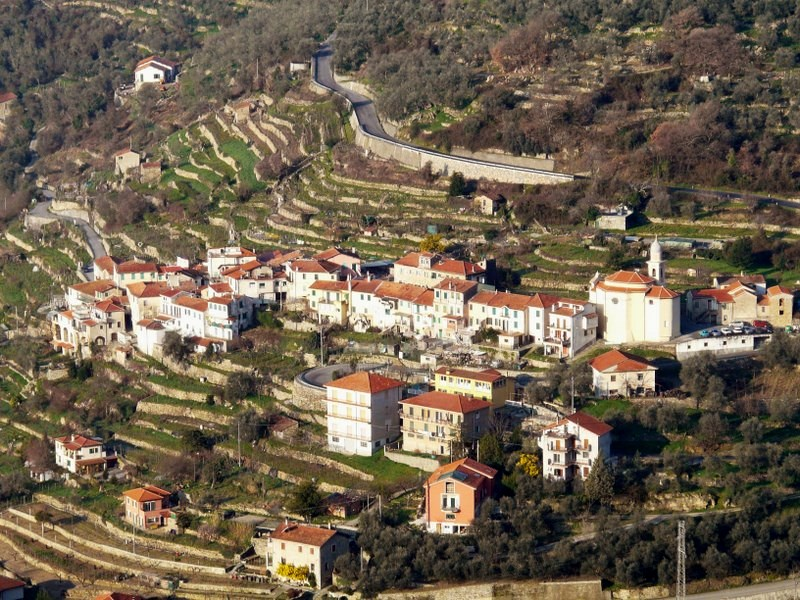
La frazione di Borgoratto

La prima testimonianza scritta e certificata del territorio di Lucinasco risale al 21 maggio 1154 quando, ottenuta l'investitura dal vescovo di Albenga Odoardo, i conti di Ventimiglia Raimondo e Filippo furono incaricati alla riscossione delle decime. A questo periodo storico risalirebbe pertanto la costruzione del locale castello da parte dei conti ventimigliesi che, legati al Comune di Genova dal 1250, dominarono questa parte del territorio lucinaschese, di Prelà e della valle del Maro in una signoria autonoma. Nel 1234 proprio a Lucinasco scoppiò una rivolta anti feudale contro i conti di Ventimiglia; l'intervento armato dei soldati genovesi riportò la calma nel territorio nell'autunno dello stesso anno e particolarmente sofferta per la popolazione lucinaschese fu il ritorno autoritario dei conti ventimigliesi che, con un atto del 20 dicembre 1234, inevitabilmente portò a pesanti ritorsioni, tra questi il pagamento delle ingenti spese belliche procurate dalla rivolta paesana.
Fu il conte Gaspare di Ventimiglia nel 1455 a vendere ad Onorato I Lascaris di Ventimiglia, conte di Tenda, i propri possedimenti terrieri; la gestione della signoria del Maro passò quindi al figlio Gian Antonio II Lascaris di Ventimiglia e, alla sua morte, all'unica figlia Anna (moglie di Renato di Savoia-Villars, conte di Sommariva) che nel 1536 per onorare un debito dovette cedere il feudo al banchiere Ansaldo Grimaldi; nel 1544 la famiglia Lascaris riuscì però a rientrarne in possesso.

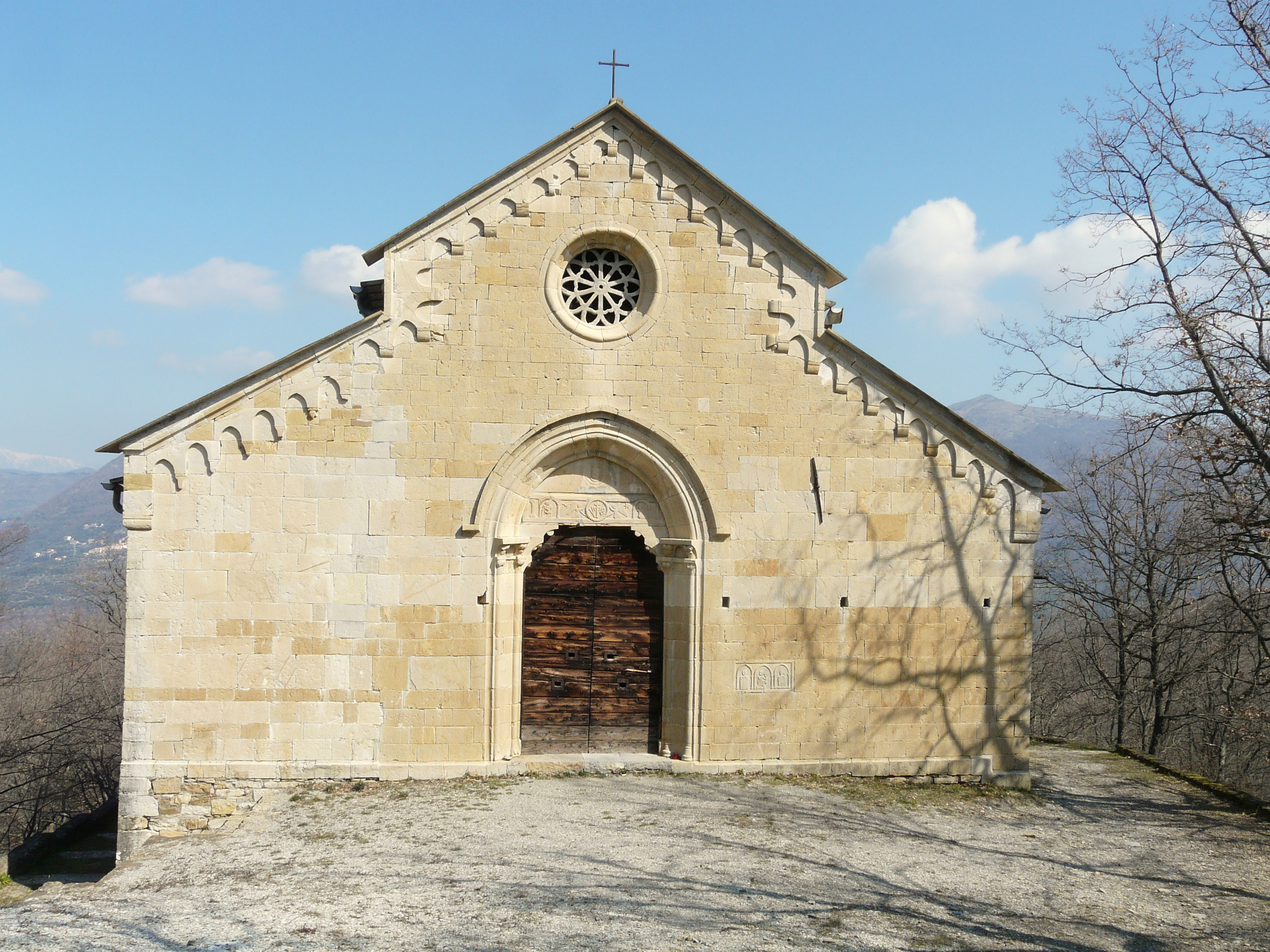
La chiesa di Santa Maria Maddalena

I diritti su Tenda, su Prelà e sulla valle del Maro saranno poi ceduti nel 1575 dalla nipote di Anna, Renata, moglie del duca di Mayenne, al duca Emanuele Filiberto di Savoia che inserì questa parte del territorio ponentino nella sabauda provincia di Oneglia. Nel 1590 fu la moglie di Carlo Emanuele I di Savoia, la duchessa Caterina Michela d'Asburgo, a darne l'investitura del feudo del Maro al marchese di Ciriè Gio. Gerolamo Doria.
Con la soppressione dei feudi imperiali e la conseguente dominazione napoleonica il territorio di Lucinasco confluì tra il 1801 e il 1803 nella Repubblica Ligure andando a costituire il II cantone di Val di Maro nella Giurisdizione degli Ulivi.
Annesso al Primo Impero francese, dal 13 giugno 1805 al 1814 il territorio fu inserito nel Dipartimento di Montenotte sotto l'arrondissement di Porto Maurizio. Nuovamente inglobato nel Regno di Sardegna dal 1815, così come stabilito dal Congresso di Vienna del 1814, confluì nel Regno d'Italia dal 1861. Dal 1859 al 1927 il territorio fu compreso nel I mandamento omonimo del circondario di Porto Maurizio facente parte della provincia di Porto Maurizio e, con la sua costituzione, della successiva provincia di Imperia.
Al 1923 risale la soppressione del comune di Lucinasco e il conseguente accorpamento nel territorio di Chiusavecchia come frazione; nel 1958, acquisì nuovamente una propria indipendenza comunale.
Dal 1973 al 31 dicembre 2008 ha fatto parte della Comunità montana dell'Olivo e, con le nuove disposizioni della Legge Regionale n° 24 del 4 luglio 2008, ha fatto parte fino al 2011 della Comunità montana dell'Olivo e Alta Valle Arroscia.

### Simboli
Stemma
Gonfalone

Lo stemma e il gonfalone sono stati concessi con decreto del presidente della Repubblica del 26 febbraio 1982.

## Monumenti e luoghi d'interesse

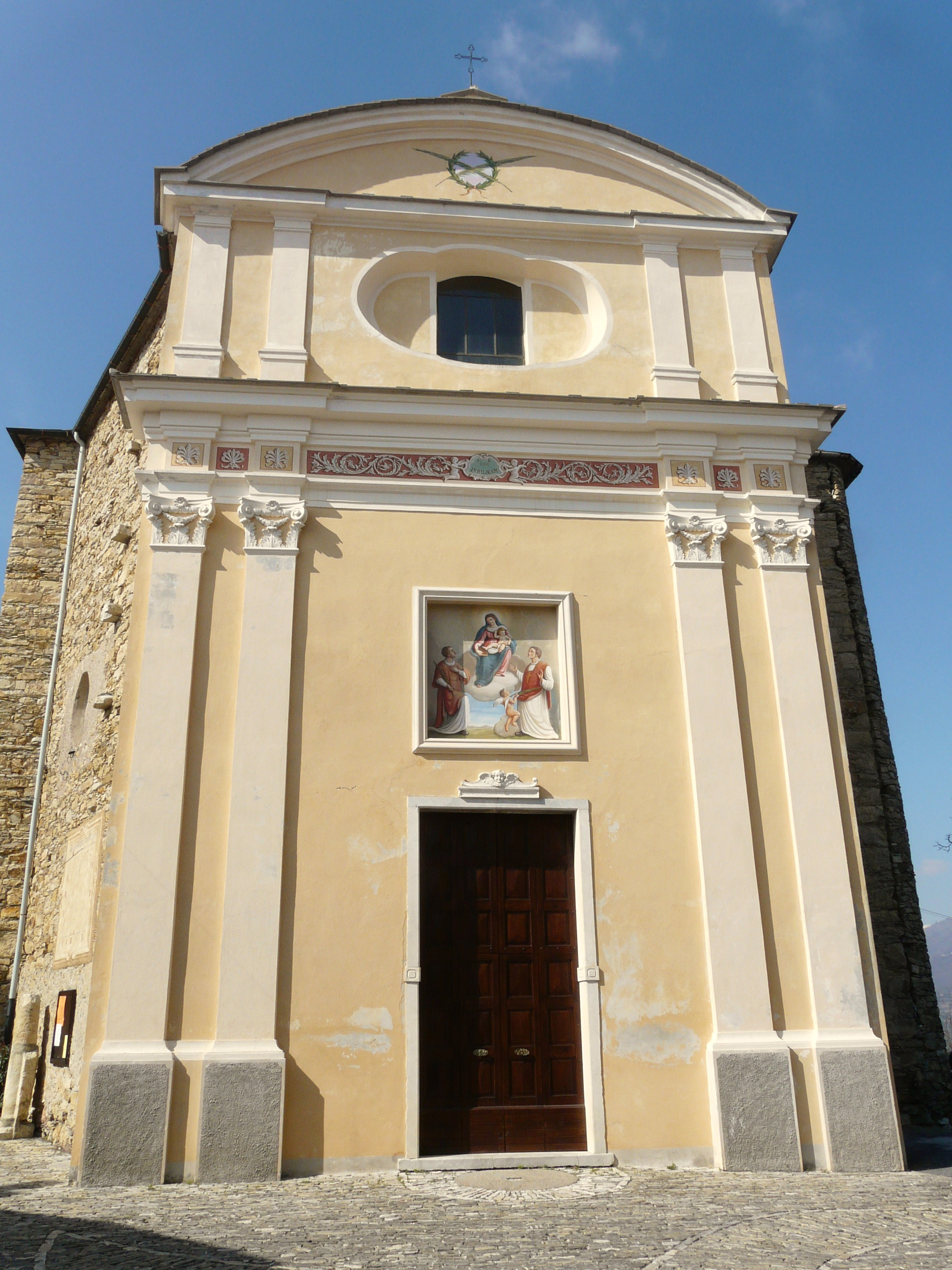
La chiesa parrocchiale di Sant'Antonino nel centro storico di Lucinasco

### Architetture religiose
- Chiesa parrocchiale di Sant'Antonino, nel centro storico di Lucinasco, ricostruita nel Settecento.
- Oratorio di San Giovanni Battista nel centro storico di Lucinasco. Ricostruito in stile barocco nel corso del XVIII secolo, forse sotto la direzione progettuale del maestro Filippo Marvaldi, è sede della Confraternita dei Disciplinanti. Furono invece i maestri Gio Andrea Casella e Domenico Sertorio, nel biennio 1759-1760, ad eseguire i lavori di decorazione a stucco; altri interventi, eseguiti nel corso dell'Ottocento, sono opera di Lorenzo Acquarone (1809) e Francesco Gandolfo (1822).
- Chiesa di Santo Stefano, del XV secolo, nei pressi dell'omonimo laghetto.
- Chiesa di Santa Maria Maddalena. Eretta in stile romanico nel XV secolo (datata probabilmente tra il 1401 e il 1430), è stata dichiarata monumento nazionale. La struttura è caratterizzata da un portone ogivale sormontato da un rosone, oltre che decorazioni con archetti e un'abside quadrangolare affiancato da due absidi semicircolari.
- Cappella del Santissimo Nome di Maria presso il monte Acquarone. Costruita tra il 1730 e il 1735 nei pressi del monte e lungo la strada che conduce a Vasia. Restaurata tra il 1816 e il 1818, dopo le devastazioni di fine Settecento, nel 1872 fu ricostruita la loggia e nel 1888 un più sostanziale intervento di recupero dell'edificio. Conserva al suo interno una statua della Madonna, opera di Lorenzo Acquarone.
- Chiesa parrocchiale di San Pantaleone nella frazione di Borgoratto.
- Oratorio della Madonna del Carmine nella frazione di Borgoratto, edificato verso la metà del XVIII secolo per volere di Pietro Giovanni Ramella.
- Cappella di San Giuseppe nella frazione di Borgoratto, edificata nel XVII secolo ad unica navata.
- Oratorio di San Pantaleone nella borgata di Case Moline, eretto tra il 1637 e il 1639, e consacrato nel 1647. Il ciclo di affreschi del Sancta Sanctorum è stato realizzato nel corso del 1687. L'edificio subì un intervento di ampliamento tra il 1727 e il 1741.
- Oratorio di San Giovanni Evangelista. Al suo interno è custodita una tavola del tardo cinquecento, attribuita alla mano del Pancalino.
- Oratorio di San Giuseppe, edificato nella seconda metà del XVII secolo.
- Oratorio di San Bernardo, la cui esistenza è documentata a partire dal 1652 e dei quali non rimangono che alcuni ruderi dopo le devastazioni compiute dai soldati napoleonici sul finire del Settecento.

### Architetture militari
- Castello di Lucinasco, eretto dai conti di Ventimiglia. Ormai ne restano soltanto alcuni ruderi.

## Società

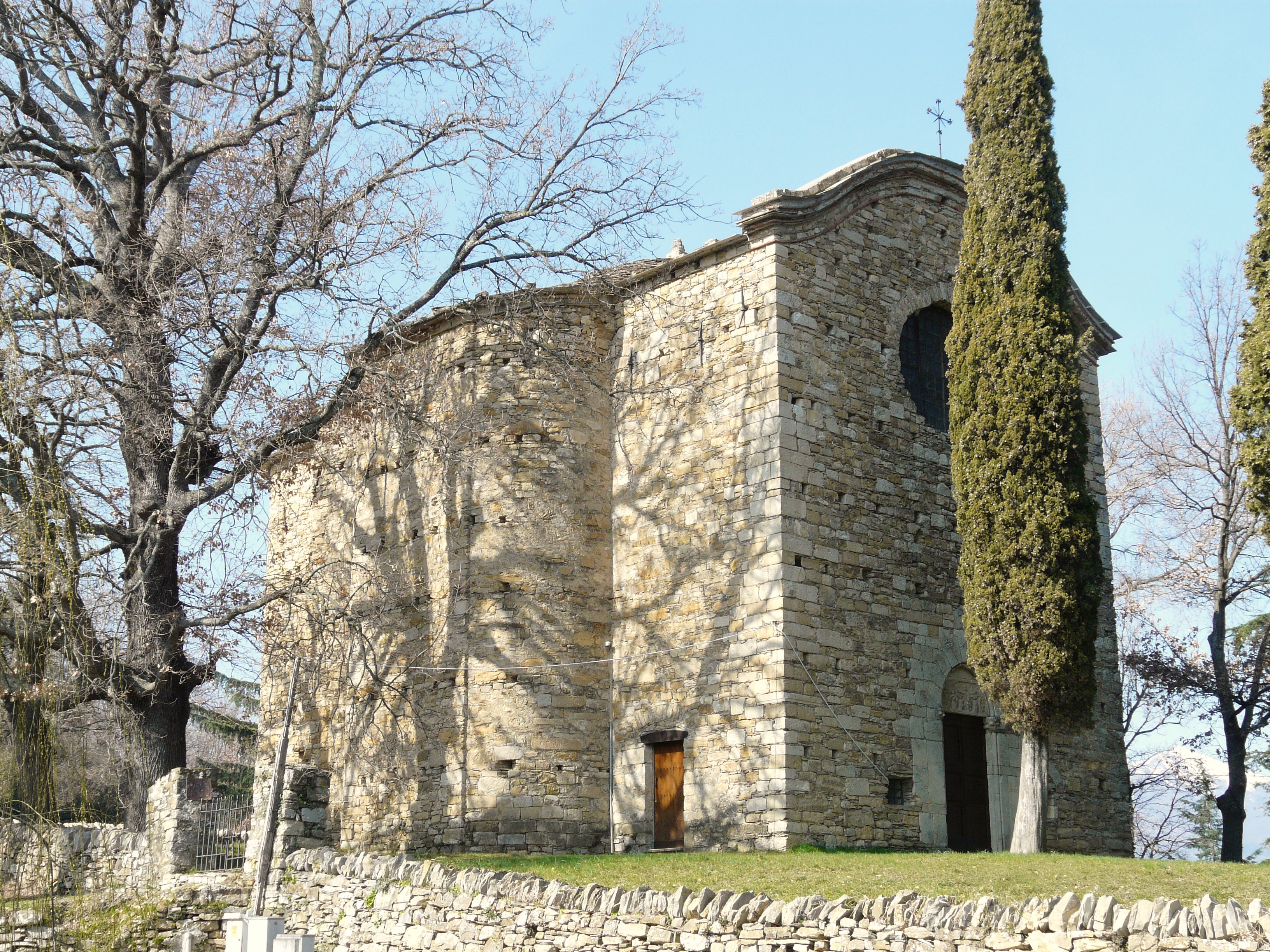
La chiesa di Santo Stefano

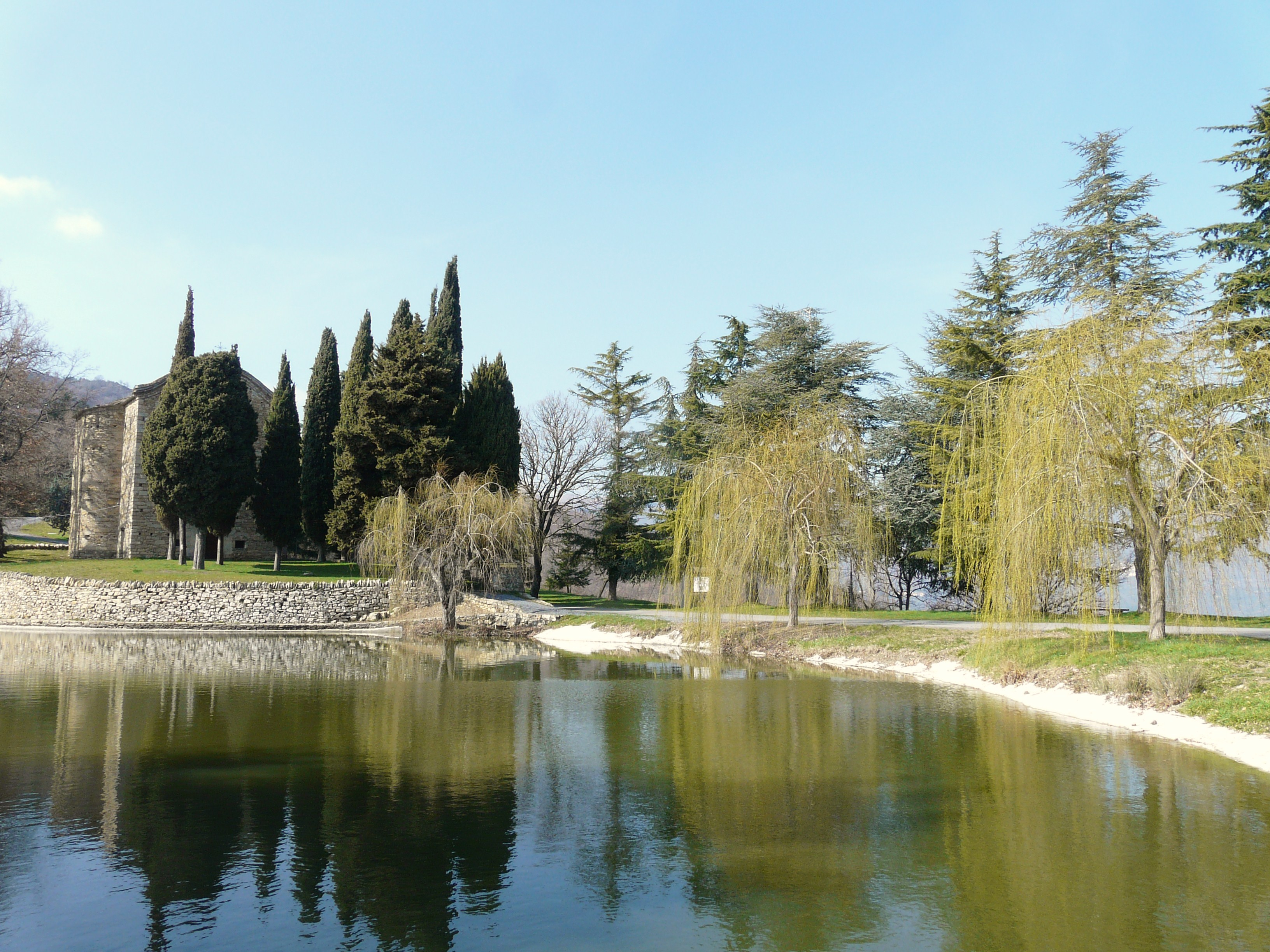
Il laghetto antistante la chiesa di Santo Stefano

### Evoluzione demografica
Abitanti censiti

### Etnie e minoranze straniere
Secondo i dati Istat al 31 dicembre 2019, i cittadini stranieri residenti a Lucinasco sono 86, così suddivisi per nazionalità, elencando per le presenze più significative:
1. Albania, 45

## Cultura

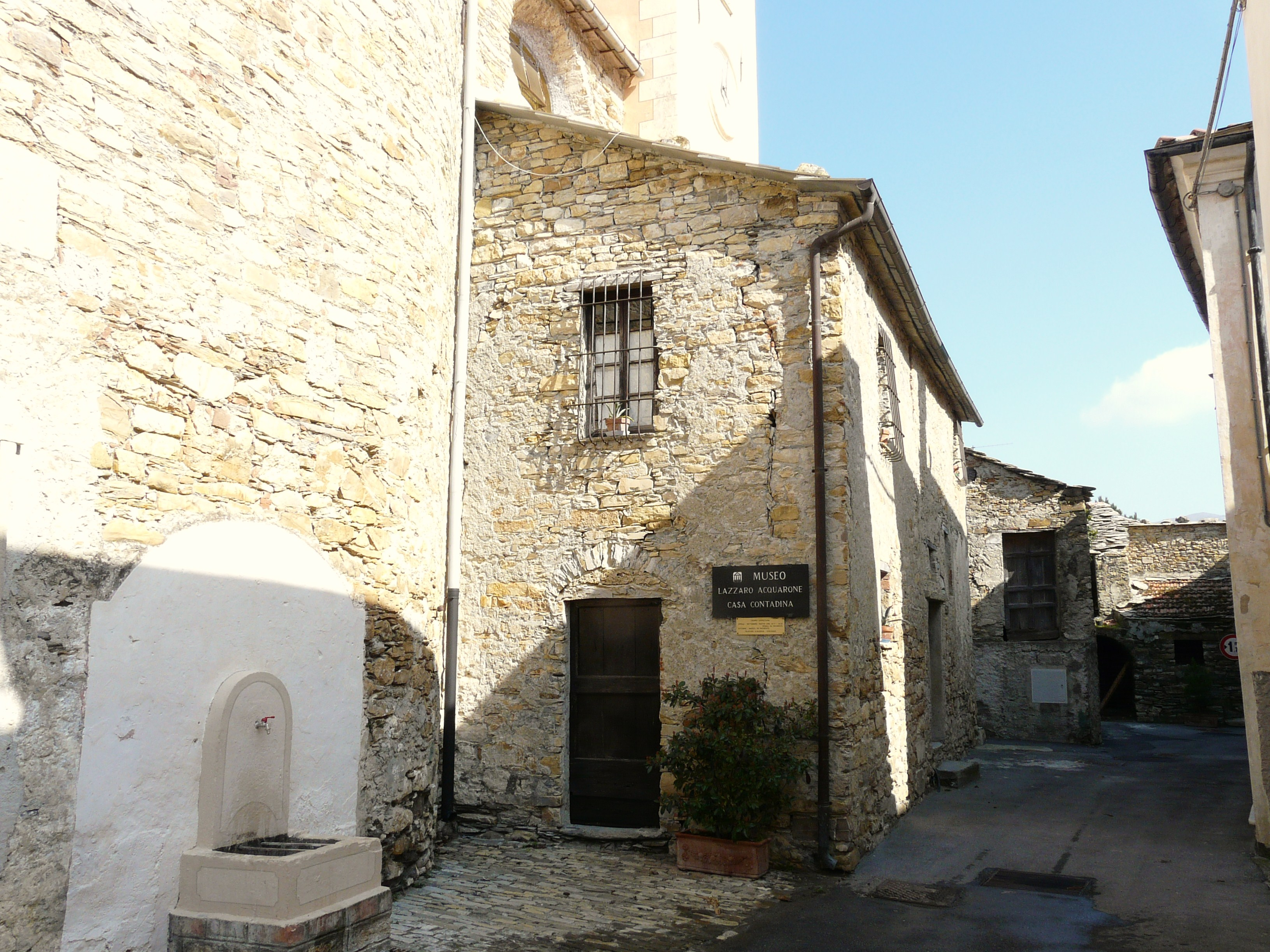
Il museo d'arte sacra "Lazzaro Acquarone"

### Istruzione

#### Musei
- Museo d'arte sacra "Lazzaro Acquarone". All'interno sono conservate opere scultoree come statue lignee del XV secolo, oltre ad opere dello stesso scultore locale Lazzaro Acquarone.

## Geografia antropica
Il territorio comunale è costituito, oltre il capoluogo, dall'unica frazione di Borgoratto e dalla borgata di Casa Moline per un totale di 7,9 km2.
Confina a nord con il comune di Borgomaro, a sud con Pontedassio, ad ovest con Borgomaro e Vasia, e ad est con Chiusanico e Chiusavecchia.

## Economia

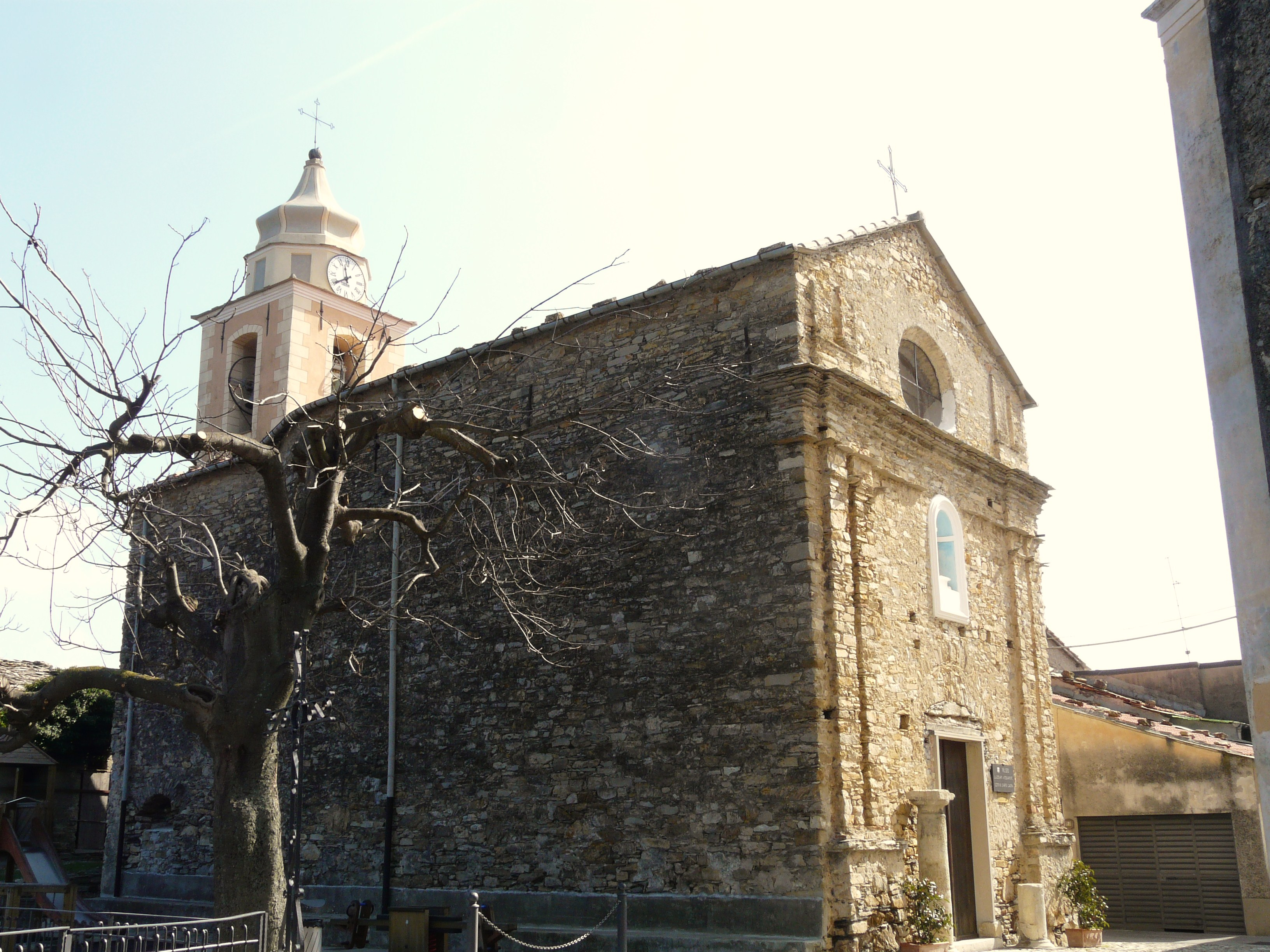
L'oratorio di San Giovanni

Basa la sua principale risorsa economica sulla produzione agricola, specie la coltivazione degli ulivi.

## Infrastrutture e trasporti

### Strade
Il territorio di Lucinasco è attraversato dalla strada provinciale 30 che permette il collegamento stradale con Chiusavecchia, ad est, e con la provinciale 24 nei pressi di Borgomaro verso ovest.

## Amministrazione
| Periodo        | Periodo        | Primo cittadino   | Partito                   | Carica         | Note   |
| -------------- | -------------- | ----------------- | ------------------------- | -------------- | ------ |
| 1958           | 1959           | Pasquale Armenise |                           | Comm. straord. |        |
| 1959           | 1963           | Francesco Abbo    |                           | Sindaco        |        |
| 1963           | 1967           | Antonio Davigo    |                           | Sindaco        |        |
| 1967           | 1972           | Natale Davigo     |                           | Sindaco        |        |
| 1972           | 1988           | Sauro Abbo        | Partito Liberale Italiano | Sindaco        |        |
| 5 agosto 1988  | 7 ottobre 1991 | Sauro Abbo        | Partito Liberale Italiano | Sindaco        |        |
| 7 ottobre 1991 | 28 aprile 1997 | Dino Augusto Abbo | Democrazia Cristiana      | Sindaco        |        |
| 28 aprile 1997 | 14 maggio 2001 | Pietro Davigo     | lista civica              | Sindaco        |        |
| 14 maggio 2001 | 30 maggio 2006 | Pietro Davigo     | lista civica              | Sindaco        |        |
| 30 maggio 2006 | 16 maggio 2011 | Domenico Abbo     | lista civica              | Sindaco        |        |
| 16 maggio 2011 | 6 giugno 2016  | Domenico Abbo     | lista civica              | Sindaco        |        |
| 6 giugno 2016  | 5 ottobre 2021 | Domenico Abbo     | lista civica              | Sindaco        | [ 15 ] |
| 5 ottobre 2021 | in carica      | Marilena Abbo     | lista civica              | Sindaco        |        |

### Altre informazioni amministrative
Lucinasco fa parte dell'Unione dei comuni della Valle Impero e della Valle del Maro.